# Giovanni Giovannini
Giovanni Giovannini (n. 30 mai 1920, Bibbiena, Arezzo –  d. 8 octombrie 2008, Torino) a fost un jurnalist și scriitor italian.

## Biografie
A fost președintele Federației Italiene a Editorilor de Ziare (Federazione Italiana Editori Giornali, FIEG). Giovanni Giovannini a absolvit Facultatea de Drept la Universitatea din Torino. După ce a stat doi ani într-un lagăr de concentrare din Germania, revine în 1945 la Torino, unde își începe cariera de jurnalist la ziarul La Stampa.
1. 1 2  Giovanni Giovannini, Autoritatea BnF